# Provitamine
Une provitamine est une substance issue de l'alimentation pouvant être transformée en vitamine par l'organisme,.
Par exemple, certains caroténoïdes, comme le bêta-carotène, sont des précurseurs de la vitamine A puisqu'ils peuvent être transformés en celle-ci par action enzymatique au sein des organismes animaux.
Le terme provitamine a été proposé en 1926 par le chimiste allemand Adolf Windaus dans le cadre de ses travaux de recherche sur la constitution des stérols et leur lien avec les vitamines, qui furent récompensés par le prix Nobel de chimie en 1928.